# Isolopha albicristata
Isolopha albicristata is een vlinder uit de familie snuitmotten (Pyralidae). De wetenschappelijke naam van deze soort is voor het eerst geldig gepubliceerd in 1911 door Warren.
De soort komt voor in tropisch Afrika.